# 丹生郡
丹生郡（日语：／ Nyū gun */?）為位於日本福井縣北部的郡。
現僅轄有一町：
- 越前町

在1879年實施郡區町村編制法時的轄區，還包括現在的福井市西南部地區、鯖江市的西部地區和越前市西北部地區。

## 歷史
過去在令制國時代屬於越前國，最初的丹生郡範圍包括了整個越前國的中西部區域，在大約8世紀至9世紀期間，將位於日野川以東的區域分出設立為今立郡；在約12世紀後，又將南部分出設立為南仲條郡（現在的南條郡）。
在13世紀時，來自京都的歡喜壽院在此建立了織田莊，後來藤原氏分派到此地的後代便成為織田氏的始祖。
江戶時代後大部分地區成為福井藩的領地，另外也有部分區域屬於西尾藩、大野藩、郡上藩、鯖江藩、旗本領和幕府直屬領；德川幕府的第八代將軍徳川吉宗在成為將軍前，曾在1697年自五代將軍德川綱吉獲封本地的領地，建立葛野藩，直到1705年徳川吉宗回到紀州藩繼任藩主，葛野藩才被廢除，同一時期其兄德川賴職也曾獲得丹生郡內領地建立高森藩，不過高森藩最後也在1711年被廢除。
19世紀末明治維新後，原屬幕府及旗本的領地在1871年被劃入新設立的本保縣，在同年實施的廢藩置縣後，其餘原屬各藩的領地則改隸屬福井縣、西尾縣、大野縣、郡上縣、鯖江縣，不過在同年底進行的第一次府縣整併中，全數區域被整併至足羽縣，1873年又隨著被併入敦賀縣，但敦賀縣在1876年遭到廢除，位於木芽峠以北的丹生郡被併入石川縣，直到1881年才將原本敦賀縣的轄區重新恢復設縣，不過重新設立的縣因為縣廳設在福井，因而命名為福井縣。
1878年石川縣實施郡區町村編製法時，正式設置近代的行政區劃「丹生郡」，並在吉江町（位於現在的鯖江市）設置郡役所。

### 沿革

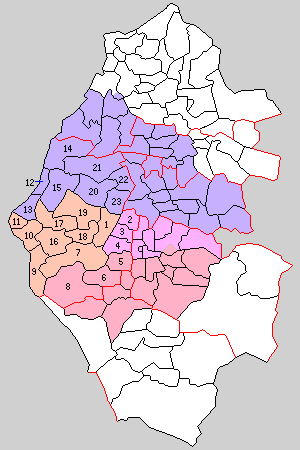
1889年丹生郡轄下的行政區劃：
1.朝日村、2.立待村、3.吉川村、4.岡山村、5.吉野村、6.大虫村、7.宮崎村、8.白山村、9.城崎村、10.四箇浦村、11.上岬村、12.越廼村、13.下岬村、14.國見村、15.殿下村、16.織田村、17.萩野村、18.常磐村、19.糸生村、20.志津村、21.西安居村、22.三方村、23.天津村
（紫色：現屬福井市、桃色：現屬鯖江市、紅色：現屬越前市、橙色：現屬越前町）

- 1889年4月1日：實施町村制，丹生郡下設：朝日村、立待村（日语：立待村）、吉川村（日语：吉川村 (福井県)）、岡山村（日语：豊村 (福井県)）、吉野村（日语：吉野村 (福井県丹生郡)）、大虫村（日语：大虫村）、宮崎村（日语：宮崎村 (福井県)）、白山村（日语：白山村 (福井県)）、城崎村（日语：城崎村）、四浦村（日语：四ヶ浦町）、上岬村（日语：上岬村）、越廼村（日语：越廼村）、下岬村（日语：下岬村）、國見村（日语：国見村）、殿下村（日语：殿下村）、織田村（日语：織田町）、萩野村（日语：萩野村 (福井県)）、常磐村（日语：常磐村 (福井県)）、糸生村（日语：糸生村）、志津村（日语：志津村 (福井県)）、西安居村（日语：西安居村）、三方村（日语：三方村 (福井県)）、天津村（日语：天津村 (福井県)）。（23村）
- 1891年4月1日：實施郡制（日语：郡制），郡役所設於朝日村。
- 1891年9月1日：岡山村改名為豐村（日语：豊村 (福井県)）。
- 1923年4月1日：廢除郡會和郡參事會。
- 1926年7月1日：廢除郡役所，此後郡不再作為行政區劃，只作為地名的表示。
- 1907年8月1日：四浦村和上岬村合併為新設立的四浦村（日语：四ヶ浦町）。（22村）
- 1946年8月1日：四浦村改制為四浦町（日语：四ヶ浦町）。（1町21村）
- 1946年10月1日：朝日村改制為朝日町。（2町20村）
- 1950年1月1日：吉野村被併入武生市。（2町19村）
- 1950年11月30日：大虫村被併入武生市。（2町18村）
- 1951年4月1日：織田村、萩野村和常磐村的上戶地區合併為新設立的織田村（日语：織田町），常磐村的其餘地區被併入朝日町。[7]（2町16村）
- 1951年11月1日：織田村改制為織田町（日语：織田町）。（3町15村）
- 1952年7月7日：越廼村和下岬村合併為新設立的越廼村（日语：越廼村）。（3町14村）
- 1954年8月1日：西安居村被併入福井市。[8]（3町13村）
- 1955年1月15日：吉川村、立待村、豐村和今立郡鯖江町（日语：鯖江町）、神明町（日语：神明町）、中河村（日语：中河村）、片上村（日语：片上村）合併為鯖江市[9]，並脫離丹生郡。（3町10村）
- 1955年3月1日：四浦町和城崎村合併為越前町。（3町9村）
- 1955年3月31日：朝日町和糸生村合併為新設立的朝日町。[7]（3町8村）
- 1955年7月28日：天津村、志津村、三方村合併為清水町（日语：清水町 (福井県)）。（4町5村）
- 1959年2月1日：國見村被併入福井市。[8]（4町4村）
- 1959年8月1日：白山村被併入武生市。[10]（4町3村）
- 1963年4月1日：殿下村被併入福井市。[8]（4町2村）
- 2005年2月1日：越前町、朝日町、織田町、宮崎村合併為新設立的越前町。[11]（2町1村）
- 2006年2月1日：清水町和越廼村被併入福井市。（1町）

### 變遷表
| 1889年4月1日 | 1889年 - 1912年           | 1912年 - 1944年           | 1945年 - 1954年            | 1945年 - 1954年            | 1955年 - 1989年            | 1989年 - 現在              | 現在                       |
| ------------ | ------------------------- | ------------------------- | -------------------------- | -------------------------- | -------------------------- | -------------------------- | -------------------------- |
| 西安居村     | 西安居村                  | 西安居村                  | 西安居村                   | 1954年8月1日 被併入福井市  | 1954年8月1日 被併入福井市  | 福井市                     | 福井市                     |
| 國見村       | 國見村                    | 國見村                    | 國見村                     | 國見村                     | 1959年2月1日 併入福井市    | 福井市                     | 福井市                     |
| 殿下村       | 殿下村                    | 殿下村                    | 殿下村                     | 殿下村                     | 1963年4月1日 併入福井市    | 福井市                     | 福井市                     |
| 越廼村       | 越廼村                    | 越廼村                    | 越廼村                     | 1952年7月7日 合併為越廼村  | 1952年7月7日 合併為越廼村  | 2006年2月1日 併入福井市    | 福井市                     |
| 下岬村       |                           |                           |                            | 1952年7月7日 合併為越廼村  | 1952年7月7日 合併為越廼村  | 2006年2月1日 併入福井市    | 福井市                     |
| 志津村       | 志津村                    | 志津村                    | 志津村                     | 志津村                     | 1955年7月28日 合併為清水町 | 2006年2月1日 併入福井市    | 福井市                     |
| 三方村       |                           |                           |                            |                            | 1955年7月28日 合併為清水町 | 2006年2月1日 併入福井市    | 福井市                     |
| 天津村       |                           |                           |                            |                            | 1955年7月28日 合併為清水町 | 2006年2月1日 併入福井市    | 福井市                     |
| 糸生村       | 糸生村                    | 糸生村                    | 糸生村                     | 糸生村                     | 1955年3月31日 合併為朝日町 | 2005年2月1日 合併為越前町  | 2005年2月1日 合併為越前町  |
| 朝日村       | 朝日村                    | 朝日村                    | 1946年10月1日 改制為朝日町 | 朝日町                     | 1955年3月31日 合併為朝日町 | 2005年2月1日 合併為越前町  | 2005年2月1日 合併為越前町  |
| 常磐村       | 常磐村                    | 常磐村                    | 1951年4月1日 併入朝日町    | 朝日町                     | 1955年3月31日 合併為朝日町 | 2005年2月1日 合併為越前町  | 2005年2月1日 合併為越前町  |
| 常磐村       | 常磐村                    | 常磐村                    | 1951年4月1日 合併為織田村  | 1951年11月1日 改制為織田町 | 1951年11月1日 改制為織田町 | 2005年2月1日 合併為越前町  | 2005年2月1日 合併為越前町  |
| 織田村       |                           |                           | 1951年4月1日 合併為織田村  | 1951年11月1日 改制為織田町 | 1951年11月1日 改制為織田町 | 2005年2月1日 合併為越前町  | 2005年2月1日 合併為越前町  |
| 萩野村       |                           |                           | 1951年4月1日 合併為織田村  | 1951年11月1日 改制為織田町 | 1951年11月1日 改制為織田町 | 2005年2月1日 合併為越前町  | 2005年2月1日 合併為越前町  |
| 宮崎村       |                           |                           |                            |                            |                            | 2005年2月1日 合併為越前町  | 2005年2月1日 合併為越前町  |
| 城崎村       | 城崎村                    | 城崎村                    | 城崎村                     | 城崎村                     | 1955年3月1日 合併為越前町  | 2005年2月1日 合併為越前町  | 2005年2月1日 合併為越前町  |
| 四浦村       | 1907年8月1日 合併為四浦村 | 1907年8月1日 合併為四浦村 | 1946年8月1日 改制為四浦町  | 1946年8月1日 改制為四浦町  | 1955年3月1日 合併為越前町  | 2005年2月1日 合併為越前町  | 2005年2月1日 合併為越前町  |
| 上岬村       | 1907年8月1日 合併為四浦村 | 1907年8月1日 合併為四浦村 | 1946年8月1日 改制為四浦町  | 1946年8月1日 改制為四浦町  | 1955年3月1日 合併為越前町  | 2005年2月1日 合併為越前町  | 2005年2月1日 合併為越前町  |
| 立待村       | 立待村                    | 立待村                    | 立待村                     | 立待村                     | 1955年1月15日 合併為鯖江市 | 1955年1月15日 合併為鯖江市 | 1955年1月15日 合併為鯖江市 |
| 吉川村       |                           |                           |                            |                            | 1955年1月15日 合併為鯖江市 | 1955年1月15日 合併為鯖江市 | 1955年1月15日 合併為鯖江市 |
| 岡山村       | 1891年9月1日 改名為豐村   | 1891年9月1日 改名為豐村   | 1891年9月1日 改名為豐村    | 1891年9月1日 改名為豐村    | 1955年1月15日 合併為鯖江市 | 1955年1月15日 合併為鯖江市 | 1955年1月15日 合併為鯖江市 |
| 吉野村       | 吉野村                    | 吉野村                    | 1950年1月1日 併入武生市    | 武生市                     | 武生市                     | 2005年10月1日 合併為越前市 | 2005年10月1日 合併為越前市 |
| 大虫村       | 大虫村                    | 大虫村                    | 1950年11月30日 併入武生市  | 武生市                     | 武生市                     | 2005年10月1日 合併為越前市 | 2005年10月1日 合併為越前市 |
| 白山村       | 白山村                    | 白山村                    | 白山村                     | 白山村                     | 1959年8月1日 併入武生市    | 2005年10月1日 合併為越前市 | 2005年10月1日 合併為越前市 |

## 註解
1. ↑  於1871年第一次設立的福井縣，與現在的福井縣沒有直接關係。
2. ↑  於1881年第二次設立的福井縣，與1871年設立的福井縣沒有直接關係。